# Iván Zamorano
Iván Luis Zamorano Zamora (Maipú, Santiago, 18 de enero de 1967) es un exfutbolista chileno. Jugaba como centrodelantero, siendo uno de los más destacados durante la década de 1990 y considerado como uno de los mejores cabeceadores de la historia. Fue capitán de la selección chilena y su cuarto máximo goleador, con la que marcó 40 goles, 34 de manera absoluta (17 en procesos clasificatorios a Copas del Mundo, 8 en Copa América y 9 en amistosos) y 6 en los Juegos Olímpicos de Sídney 2000, donde fue el goleador del torneo masculino de fútbol.
Militó en clubes de Chile, Suiza, España, Italia y México, países donde vistió las camisetas de Cobreandino, Cobresal, FC St. Gallen, Sevilla F. C., Real Madrid, con el que ganó el trofeo Pichichi 1994-1995; Inter de Milán, Club América y Colo-Colo.
En toda su trayectoria anotó 350 goles oficiales (incluyendo 27 en la Segunda División chilena y 6 en la selección olímpica), que lo convierten en el segundo máximo anotador chileno de la historia, tras Osvaldo Castro (358) y por encima de Carlos Caszely (286). Es también el máximo goleador chileno en Europa, con 201 goles en torneos oficiales.
Es recordado por la dupla Za-Sa que formó con Marcelo Salas en la delantera de la selección chilena, una de las principales del fútbol en el siglo XX, siendo el «goleador de la Clasificación de Conmebol para la Copa Mundial de 1998» con doce tantos, el mayor número en una edición. Es reconocido por los especialistas como uno de los cabeceadores más destacados del siglo XX y registró el tipo «cabezazo suspendido» en 1985, su principal arma para anotar goles. Fue escogido por la IFFHS 40° mejor jugador sudamericano del siglo XX. Junto con Elías Figueroa, es uno de los dos chilenos incluidos en la selecta Lista FIFA 100 de los mejores futbolistas vivos del siglo XX.

## Trayectoria

### Cobresal
Luego de que en 1981 fuera rechazado en una prueba por Colo-Colo debido a su bajo peso, comenzó su formación a los 13 años en una sede de Maipú del club Cobresal de El Salvador, en donde se quedaba dos horas adicionales a entrenar «cabezazos» con balones mojados para fortalecer los músculos del cuello. Debutó el 28 de diciembre de 1985 con 18 años, en el empate 2-2 ante Unión La Calera en el Estadio Municipal de La Calera. Dada su poca experiencia, fue cedido a Cobreandino —actual Trasandino—, de la Segunda División de Chile —actual Primera B—, anotando 27 goles en 29 partidos. Tras hacer buenas actuaciones, en 1986 vuelve a Cobresal, donde en 1987 gana la Copa Chile, y se convierte en el máximo goleador del equipo —con 22 goles en 43 apariciones—. En esos tiempos, formó una gran delantera junto con Sergio Salgado y Rubén Martínez.

### FC St. Gallen

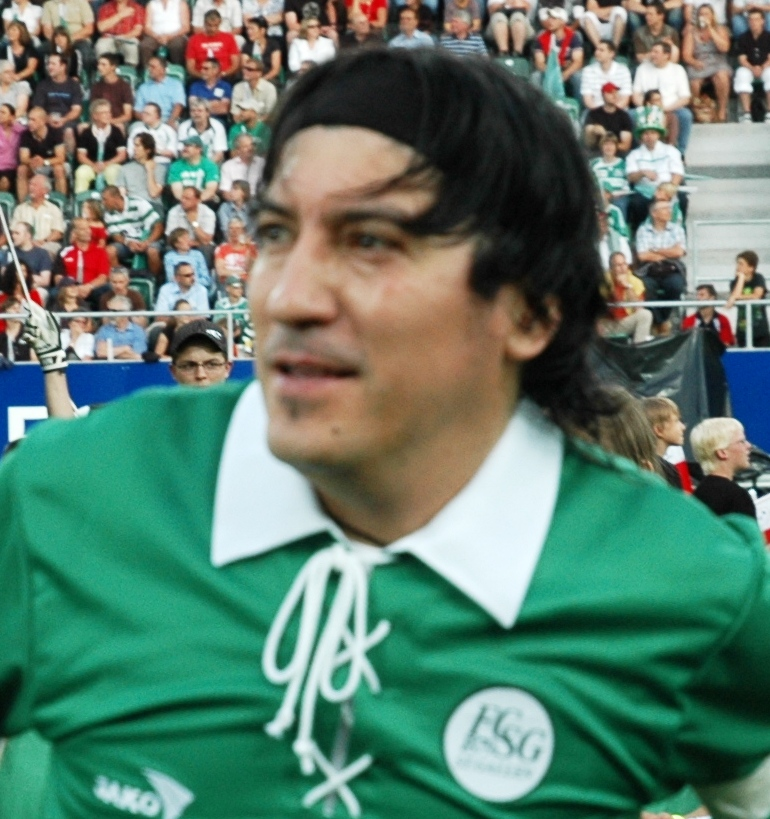
Iván Zamorano con una camiseta del FC Saint-Gall su primer club en Europa.

En 1988 daría el salto al fútbol europeo, cuando sus derechos fueron comprados por el empresario Vinicio Fioranelli por 350 mil dólares, siendo traspasado desde los "legionarios" al Bologna FC italiano. Sin embargo, nunca jugó por los italianos, pues fue cedido en calidad de préstamo al FC St. Gallen de Suiza, donde gracias a su fama goleadora, los motivaría a comprarlo. En sus dos temporadas en el fútbol suizo anotó 37 goles, e hizo dupla con su compatriota y amigo Hugo Rubio.

### Sevilla
En 1990, el Sevilla FC, que lo entrenaba por esos años Vicente Cantatore, lo adquirió por expreso deseo de su compatriota por 2,5 millones de dólares. Debido a su buena participación en el club sevillano, entró en el radar de diferentes equipos europeos.

### Real Madrid
En 1992 fue comprado en € 3.500.000 por el Real Madrid. Su primera temporada fue buena, ganando la Copa del Rey y posteriormente la Supercopa de España de Fútbol. La campaña 1993-94 fue mala a nivel personal, pasó por una sequía goleadora de varios meses y terminó la temporada con 11 goles en su casillero.
La temporada de su desquite llegaría en 1994, donde Zamorano comenzaría la temporada de muy buena manera consiguiendo con el Real Madrid ganar su primer título internacional, la Copa Iberoamericana que enfrentaba a los campeones de la Copa de Oro Nicolás Leoz 1993 y Copa del Rey de fútbol 1992-93, en 1994, se disputó esta competición internacional oficial entre Boca Juniors y Real Madrid con la victoria del equipo español, donde Zamorano sería titular y una de las figuras de su equipo en el duelo de ida. 
En la temporada de 94-95, el nuevo entrenador del Real Madrid, Jorge Alberto Valdano, anunció que no contaba con Iván y que debía buscarse otro equipo. El entrenador argentino fue claro, señalando que "si sigue en el Madrid será el quinto extranjero y que, si no se contrata otro delantero centro, el puesto será de Dubosky". El Madrid acaba de fichar a dos jugadores extranjeros, el argentino Fernando Redondo y el danés Michael Laudrup, y parecía que Zamorano acabaría en el Atlético de Madrid.
Zamorano respondió con una extraordinaria pretemporada, donde hizo gran amistad y forjó la dupla con otro cortado de Valdano, José Emilio Amavisca. Debido a lesiones de los otros delanteros, arrancó de titular en el primer partido de la Liga, ante el Sevilla, marcando al minuto el primer gol, y sentenciando el partido en cinco minutos con un doblete, lo que le valdría ser titular del equipo, pese a la negativa inicial de Valdano.
El delantero consiguió 28 goles, lo que le valió ganar el Trofeo Pichichi y el equipo madridista se alzó con el campeonato después de cuatro años de triunfos sucesivos del eterno rival el FC Barcelona, cabe destacar el gran partido que logró Iván en este "Derbi" español donde anotó tres goles en el Santiago Bernabéu (5-0 para el club de la capital, que devolvía así la "manita" al Barcelona) y el tanto anotado ante el Deportivo de La Coruña, que ayudó al Real Madrid a conquistar el título de Liga. El chileno recibió un pase largo de José Emilio Amavisca, que amortiguó con el pecho para golpear el balón en dirección al arco coruñés. Además Iván ese año ganó el trofeo EFE que se le otorga al mejor jugador iberoamericano en la liga española y se convirtió en ser el primer jugador en ganar este premio en 2 ocasiones. La gran actuación que realizó en ese año le valieron la nominación al Balón de Oro, donde ocupó el lugar número 27 de la votación. Iván hoy en día está dentro de los 20 máximos goleadores de los "Derbi" españoles con 8 tantos.

### Inter de Milán
En 1996, recala en las filas del Inter de Milán, donde en 1998 gana la Copa de la UEFA, anotando uno de los 3 goles de su equipo en la final. Luego, no pudo mantener la regularidad en el cuadro «nerazzurro».

### Club América
En enero de 2001 llega al América de México, y en 2002 gana el Torneo de Verano.

### Colo-Colo
En 2003 regresa al fútbol chileno, y lo hace jugando por Colo-Colo, indicando que estaba cumpliendo un sueño tanto de él como de su padre. Por esos años, el club pasaba por una profunda crisis económica, por lo que tomó la decisión de jugar sin cobrarle al club. Pero una agresión al árbitro Carlos Chandía en la final del Torneo de Apertura 2003 ante Cobreloa, le significó una suspensión de 16 fechas, hecho que adelantó su retiro del fútbol.
Para la IFFHS, ha anotado 223 goles en 461 partidos oficiales de Primera División jugados en Chile, Suiza, Italia, España y México. Incluyendo lo anotado en segunda división, copas nacionales, copas internacionales y selección, jugó 664 partidos y anotó la envidiable suma de 348 goles: 27 en Cobreandino, 22 en Cobresal, 37 en FC St. Gallen, 23 en Sevilla FC, 101 en Real Madrid, 37 en Inter de Milán, 38 en América de México, 8 en Colo-Colo, 34 en la Selección Chilena y 6 en la selección olímpica. Es por lo tanto el segundo futbolista chileno más goleador de la historia, tras Osvaldo "Pata Bendita" Castro (373 goles).

## Estilo de juego
Su máximo ídolo ha sido Carlos Caszely y sigue al club chileno Colo-Colo desde la infancia.
Registró el «cabezazo suspendido»: remate de alta dificultad que consiste en correr rectamente, golpear el balón erguido con un envión girando repentinamente la cabeza y manteniendo los brazos flexionados lateralmente, generando un vuelo vehemente y flotando un lapso —minimizando la influencia de la gravedad con un impulso lo suficientemente fuerte—, que promediaba 75 centímetros de altura y motivó su apodo de el helicóptero por la similitud con el movimiento de avance; propiciado por la intención de aprovechar su capacidad de salto y ser especialista en el «cabezazo», configurado durante su etapa juvenil en los años 1980 y bautizado con la adjetivación que define algo detenido en el aire.

## Selección nacional

### Selección absoluta
En la selección chilena jugó en 69 ocasiones, con 34 goles oficiales. Junto con Marcelo Salas, conformó la llamada "Dupla Sa-Za", llevando a su selección al Mundial de Francia 1998, donde en primera fase empataron contra Italia (2:2), contra Austria (1:1) y Camerún (1:1). Finalmente, fueron eliminados en octavos de final ante Brasil (1:4). Además posee el récord de ser el jugador en hacer más goles en una edición de las clasificatorias de la CONMEBOL, con 12 tantos rumbo a Francia 98.
Además, ha disputado también la Copa América, obteniendo el subcampeonato en 1987, el tercer lugar en 1991, y el cuarto lugar en 1999. Es el segundo futbolista chileno en disputar más veces el torneo, por detrás de Sergio Livingstone con seis apariciones. También fue integrante de la selección que ganó el bronce en los Juegos Olímpicos de Sídney 2000, y fue el goleador del torneo olímpico con seis anotaciones.
Durante las clasificatorias rumbo a Corea y Japón 2002, fue muy criticado, debido a que entre fines de 2000 y mediados de 2001, Zamorano no se encontraba en un buen nivel en la selección, e incluso hubo rumores de una "lucha de egos" en el camarín de la selección con su compañero Marcelo Salas, que provocó la eliminación del equipo chileno del mundial, llegando a ser último lugar en las clasificatorias (10/10) con 12 puntos.
El 1 de septiembre de 2001, oficializó su retiro de la selección en un partido ante su similar de Francia quien era en ese entonces el actual campeón del mundo, que acabó con el triunfo chileno por 2:1. Zamorano fue reemplazado por Claudio Núñez en el minuto 84, cuando recibió la ovación de 65 000 personas que repletaron el Estadio Nacional.

## Vida privada

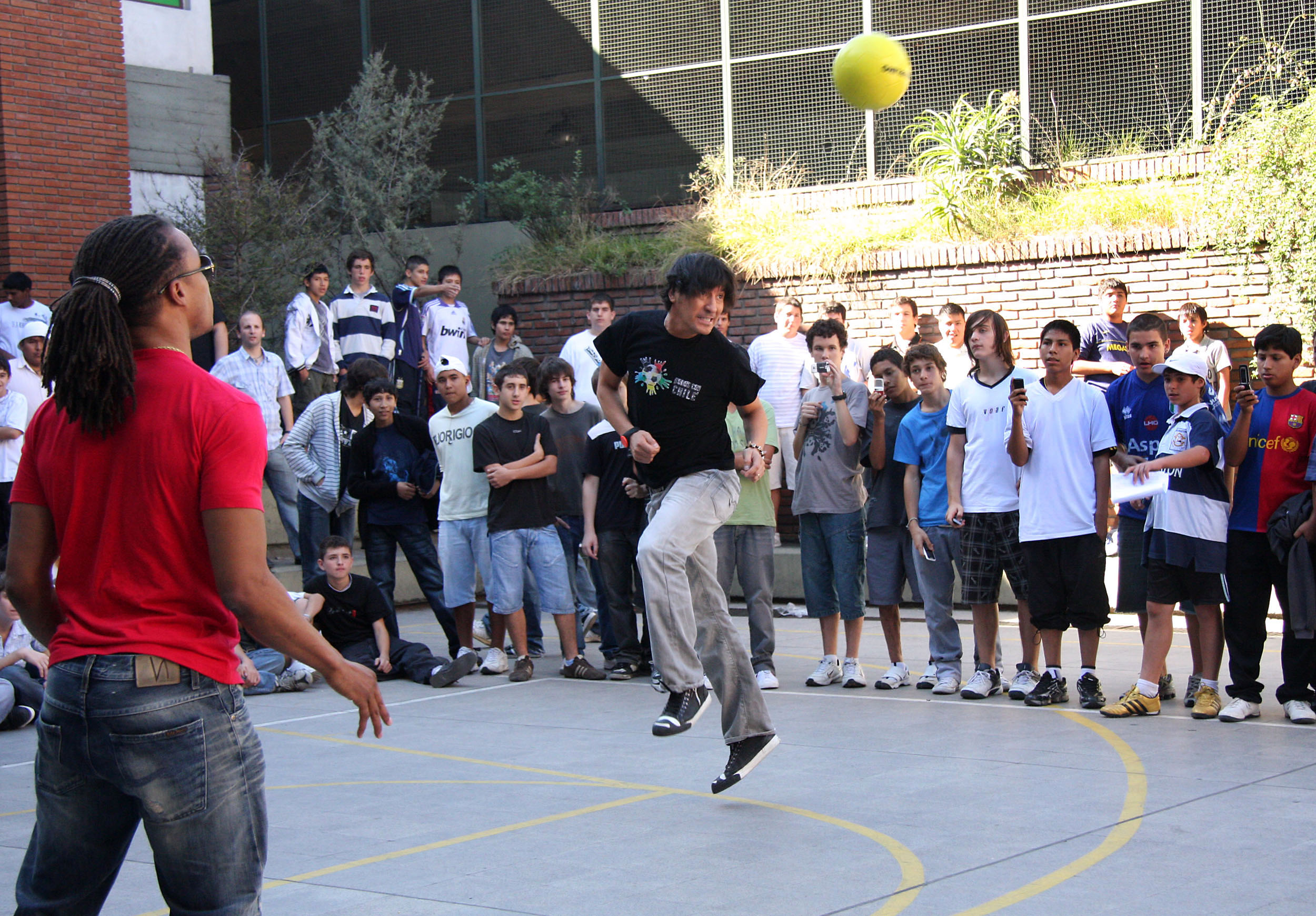
Iván Zamorano, Edgar Davids (Países Bajos) y Paolo Montero (Uruguay), durante la clínica de fútbol que ofrecieron en el Colegio Manuel Belgrano, del barrio de Almagro, con vistas al partido a beneficio de los perjudicados por el terremoto en Chile.

### Participaciones enCopas del Mundo
| Mundial                        | Sede    | Resultado        | PJ | Goles |
| ------------------------------ | ------- | ---------------- | -- | ----- |
| Copa Mundial de Fútbol de 1998 | Francia | Octavos de final | 4  | 0     |

### Participaciones enCopas América
| Torneo                 | Sede                   | Resultado              | PJ | Goles |
| ---------------------- | ---------------------- | ---------------------- | -- | ----- |
| Copa América 1987      | Argentina              | Subcampeón             | 1  | 0     |
| Copa América 1991      | Chile                  | Tercer Puesto          | 7  | 5     |
| Copa América 1993      | Ecuador                | Fase de grupos         | 1  | 0     |
| Copa América 1999      | Paraguay               | Cuarto Puesto          | 6  | 3     |
| Total en Copas América | Total en Copas América | Total en Copas América | 15 | 8     |

### Participaciones enEliminatorias al Mundial
| Eliminatoria                                | Sede del Mundial       | Posición               | Resultado              | PJ | Goles |
| ------------------------------------------- | ---------------------- | ---------------------- | ---------------------- | -- | ----- |
| Eliminatorias Mundial de Italia 1990        | Italia                 | 2°lugar 5pts Grupo 3   | Eliminado              | 2  | 1     |
| Eliminatorias Mundial de Francia 1998       | Francia                | 4°lugar 25pts          | Clasificado            | 10 | 12    |
| Eliminatorias Mundial de Corea y Japón 2002 | Corea del Sur y Japón  | 10°lugar 12pts         | Eliminado              | 12 | 4     |
| Total en Eliminatorias                      | Total en Eliminatorias | Total en Eliminatorias | Total en Eliminatorias | 24 | 17    |

## Estadísticas
Para un completo resumen estadístico y desglose de las mismas, véase Estadísticas de Iván Zamorano

### Clubes
Actualizado a fin de carrera deportiva. Resaltadas temporadas en calidad de cesión.
| C. D. Cobresal · Chile | 1985          | 1.ª           | 2   | —   | —  | —  | —  | —  | —  | —  | — | 2   | 0   | 0  | 0    |
| C. D. Cobresal · Chile | 1986          | 1.ª           | —   | —   | —  | 3  | 1  | 1  | —  | —  | — | 3   | 1   | 1  | 0,33 |
| C. D. Cobreandino · Chile | 1986          | 2.ª           | 29  | 27  | 6  | —  | —  | —  | —  | —  | — | 29  | 27  | 6  | 0,93 |
| C. D. Cobresal · Chile | 1987          | 1.ª           | 26  | 9   | 7  | 17 | 13 | 3  | —  | —  | — | 43  | 22  | 10 | 0,51 |
| C. D. Cobresal · Chile | 1988          | 1.ª           | —   | —   | —  | 14 | 14 | 6  | —  | —  | — | 14  | 14  | 6  | 1    |
| C. D. Cobresal · Chile | Total club    | Total club    | 28  | 9   | 7  | 31 | 28 | 10 | 0  | 0  | 0 | 62  | 37  | 17 | 0,60 |
| F. C. St. Gallen · Suiza | 1988-89       | 1.ª           | 17  | 10  | 3  | 1  | —  | —  | —  | —  | — | 18  | 10  | 3  | 0,56 |
| F. C. St. Gallen · Suiza | 1989-90       | 1.ª           | 33  | 23  | 8  | 4  | 3  | 2  | —  | —  | — | 37  | 26  | 10 | 0,70 |
| F. C. St. Gallen · Suiza | 1990-91       | 1.ª           | 6   | 1   | 2  | —  | —  | —  | —  | —  | — | 6   | 1   | 2  | 0,17 |
| F. C. St. Gallen · Suiza | Total club    | Total club    | 56  | 34  | 13 | 5  | 3  | 2  | 0  | 0  | 0 | 61  | 37  | 15 | 0,61 |
| Sevilla F. C. · España | 1990-91       | 1.ª           | 29  | 9   | 4  | 3  | 1  | —  | —  | —  | — | 32  | 10  | 4  | 0,31 |
| Sevilla F. C. · España | 1991-92       | 1.ª           | 30  | 12  | 7  | 3  | 1  | —  | —  | —  | — | 33  | 13  | 7  | 0,39 |
| Sevilla F. C. · España | Total club    | Total club    | 59  | 21  | 11 | 6  | 2  | 0  | 0  | 0  | 0 | 65  | 23  | 11 | 0,35 |
| Real Madrid C. F. · España | 1992-93       | 1.ª           | 34  | 26  | 3  | 4  | 6  | —  | 7  | 5  | — | 45  | 37  | 3  | 0,82 |
| Real Madrid C. F. · España | 1993-94       | 1.ª           | 36  | 11  | 6  | 6  | 4  | —  | 4  | 2  | — | 46  | 17  | 6  | 0,37 |
| Real Madrid C. F. · España | 1994-95       | 1.ª           | 38  | 28  | 7  | 1  | —  | —  | 5  | 3  | 1 | 44  | 31  | 8  | 0,70 |
| Real Madrid C. F. · España | 1995-96       | 1.ª           | 29  | 12  | 3  | 4  | —  | 1  | 5  | 4  | 1 | 38  | 16  | 5  | 0,42 |
| Real Madrid C. F. · España | Total club    | Total club    | 137 | 77  | 19 | 15 | 10 | 1  | 21 | 14 | 2 | 173 | 101 | 22 | 0,58 |
| F. C. Internazionale · Italia | 1996-97       | 1.ª           | 31  | 7   | 2  | 6  | 4  | —  | 10 | 2  | 1 | 47  | 13  | 3  | 0,28 |
| F. C. Internazionale · Italia | 1997-98       | 1.ª           | 13  | 1   | 1  | 2  | —  | —  | 5  | 2  | 2 | 20  | 3   | 3  | 0,15 |
| F. C. Internazionale · Italia | 1998-99       | 1.ª           | 25  | 9   | 4  | 3  | 2  | —  | 10 | 3  | 1 | 38  | 14  | 5  | 0,37 |
| F. C. Internazionale · Italia | 1999-00       | 1.ª           | 31  | 8   | 4  | 4  | 1  | 1  | —  | —  | — | 35  | 9   | 5  | 0,26 |
| F. C. Internazionale · Italia | 2000          | 1.ª           | 2   | 1   | —  | 2  | —  | —  | 4  | —  | — | 8   | 1   | 0  | 0,13 |
| F. C. Internazionale · Italia | Total club    | Total club    | 102 | 26  | 11 | 17 | 7  | 1  | 29 | 7  | 4 | 148 | 40  | 16 | 0,27 |
| Club América · México | 2001          | 1.ª           | 17  | 11  | 4  | —  | —  | —  | —  | —  | — | 17  | 11  | 4  | 0,65 |
| Club América · México | 2001-02       | 1.ª           | 35  | 18  | 5  | 9  | 5  | 1  | 6  | —  | — | 50  | 23  | 6  | 0,46 |
| Club América · México | 2002          | 1.ª           | 11  | 4   | —  | —  | —  | —  | —  | —  | — | 11  | 4   | 0  | 0,36 |
| Club América · México | Total club    | Total club    | 63  | 33  | 9  | 9  | 5  | 1  | 6  | 0  | 0 | 78  | 38  | 10 | 0,49 |
| C. S. D. Colo-Colo · Chile | 2003          | 1.ª           | 14  | 8   | 2  | —  | —  | —  | 4  | —  | — | 18  | 8   | 2  | 0,44 |
| C. S. D. Colo-Colo · Chile | Total club    | Total club    | 14  | 8   | 2  | 0  | 0  | 0  | 4  | 0  | 0 | 18  | 8   | 2  | 0,44 |
| Total carrera | Total carrera | Total carrera | 488 | 235 | 78 | 83 | 55 | 15 | 60 | 21 | 6 | 631 | 311 | 99 | 0,49 |
| (1) Incluye datos de la Liguilla Pre-Libertadores (1988); Copa Chile (1986-88); Copa Suiza (1989-90); Copa (1991-95); Supercopa de España (1993-95); Copa Italia (1996-00); Pre Pre Libertadores / Copa Pre Libertadores (2001). (2) Incluye datos de la Recopa de Europa (1993-93); Liga de Campeones de la UEFA (1995-00); Copa de la UEFA (1992-00); Copa Libertadores (2002-03). (3) No incluye goles en partidos amistosos. |               |               |     |     |    |    |    |    |    |    |   |     |     |    |      |

### Selecciones
Actualizado a fin de carrera deportiva.
| Selección | Temporada     | Amistosos | Amistosos | Amistosos | Sudamérica(1) | Sudamérica(1) | Sudamérica(1) | Mundial(2) | Mundial(2) | Mundial(2) | Total | Total | Total  | Media goleadora |
| Selección | Temporada     | Part.     | Goles     | Asist.    | Part.         | Goles         | Asist.        | Part.      | Goles      | Asist.     | Part. | Goles | Asist. | Media goleadora |
| --- | ------------- | --------- | --------- | --------- | ------------- | ------------- | ------------- | ---------- | ---------- | ---------- | ----- | ----- | ------ | --------------- |
| Olímpica · Chile | 2000          | —         | —         | —         | —             | —             | —             | 5          | 6          | 3          | 5     | 6     | 3      | 1,20            |
| Olímpica · Chile | Total         | 0         | 0         | 0         | 0             | 0             | 0             | 5          | 6          | 3          | 5     | 6     | 3      | 1,20            |
| Absoluta · Chile | 1987          | 4         | 1         | 0         | 1             | 0             | 0             | —          | —          | —          | 5     | 1     | 0      | 0,20            |
| Absoluta · Chile | 1988          | 5         | 0         | 1         | —             | —             | —             | —          | —          | —          | 5     | 0     | 1      | 0,00            |
| Absoluta · Chile | 1989          | —         | —         | —         | 2             | 1             | 0             | —          | —          | —          | 2     | 1     | 0      | 0,50            |
| Absoluta · Chile | 1990          | —         | —         | —         | —             | —             | —             | —          | —          | —          | 0     | 0     | 0      | 0,00            |
| Absoluta · Chile | 1991          | 2         | 1         | 0         | 7             | 5             | 1             | —          | —          | —          | 9     | 6     | 1      | 0,67            |
| Absoluta · Chile | 1992          | —         | —         | —         | —             | —             | —             | —          | —          | —          | 0     | 0     | 0      | 0,00            |
| Absoluta · Chile | 1993          | —         | —         | —         | 1             | 0             | 0             | —          | —          | —          | 1     | 0     | 0      | 0,00            |
| Absoluta · Chile | 1994          | 2         | 2         | 0         | —             | —             | —             | —          | —          | —          | 2     | 2     | 0      | 1,00            |
| Absoluta · Chile | 1995          | 1         | 1         | 1         | —             | —             | —             | —          | —          | —          | 1     | 1     | 1      | 1,00            |
| Absoluta · Chile | 1996          | 3         | 2         | 0         | 5             | 3             | 0             | —          | —          | —          | 8     | 5     | 0      | 0,63            |
| Absoluta · Chile | 1997          | —         | —         | —         | 5             | 9             | 2             | —          | —          | —          | 5     | 9     | 2      | 1,80            |
| Absoluta · Chile | 1998          | 4         | 2         | 0         | —             | —             | —             | 4          | 0          | 0          | 8     | 2     | 0      | 0,25            |
| Absoluta · Chile | 1999          | 3         | 0         | 0         | 6             | 3             | 0             | —          | —          | —          | 9     | 3     | 0      | 0,33            |
| Absoluta · Chile | 2000          | —         | —         | —         | 10            | 4             | 0             | —          | —          | —          | 10    | 4     | 0      | 0,40            |
| Absoluta · Chile | 2001          | 3         | 0         | 2         | 2             | 0             | 1             | —          | —          | —          | 5     | 0     | 3      | 0,00            |
| Absoluta · Chile | Total         | 27        | 9         | 4         | 39            | 25            | 4             | 4          | 0          | 0          | 70    | 34    | 8      | 0,49            |
| Total carrera | Total carrera | 27        | 9         | 4         | 39            | 25            | 4             | 9          | 6          | 3          | 75    | 40    | 11     | 0,53            |
| (1) Incluye los partidos de la Copa América / Clasificatorias Sudamericanas (1987-01) (2) Incluye los partidos de los Juegos Olímpicos (2000) |               |           |           |           |               |               |               |            |            |            |       |       |        |                 |

#### Partidos disputados con su selección
A continuación se detallan los encuentros disputados y los goles marcados por Zamorano en la selección chilena absoluta y la selección olímpica de Chile.
| \| N.º \| Fecha \| Ciudad \| Local \| Resultado \| Visitante \| Competición \| Goles \| \| ------------------------------------------------ \| ------------------------------------------------ \| ------------------------------------------------ \| ------------------------------------------------ \| ------------------------------------------------ \| ------------------------------------------------ \| ---------------------------------- \| ----- \| \| 1 \| 19 de junio de 1987 \| Lima \| Perú \| 1:3 \| Chile \| Amistoso \| \| \| 2 \| 21 de junio de 1987 \| Lima \| Perú \| 2:0 \| Chile \| Amistoso \| \| \| 3 \| 24 de junio de 1987 \| Santiago \| Chile \| 1:0 \| Perú \| Amistoso \| \| \| 4 \| 3 de julio de 1987 \| Córdoba \| Brasil \| 0:4 \| Chile \| Copa América 1987 \| \| \| 5 \| 9 de diciembre de 1987 \| Uberlandia \| Brasil \| 2:1 \| Chile \| Amistoso \| \| \| 6 \| 23 de mayo de 1988 \| Toronto \| Chile \| 1:0 \| Grecia \| Copa Sir Stanley Matthews \| \| \| 7 \| 25 de mayo de 1988 \| Toronto \| Canadá \| 0:1 \| Chile \| Copa Sir Stanley Matthews \| \| \| 8 \| 1 de junio de 1988 \| Stockton \| Estados Unidos \| 1:1 \| Chile \| Amistoso \| \| \| 9 \| 3 de junio de 1988 \| San Diego \| Estados Unidos \| 1:3 \| Chile \| Amistoso \| \| \| 10 \| 5 de junio de 1988 \| Fresno \| Estados Unidos \| 0:3 \| Chile \| Amistoso \| \| \| 11 \| 6 de agosto de 1989 \| Caracas \| Venezuela \| 1:3 \| Chile \| Clasificatorias a Italia 1990 \| \| \| 12 \| 13 de agosto de 1989 \| Santiago \| Chile \| 1:1 \| Brasil \| Clasificatorias a Italia 1990 \| \| \| 13 \| 26 de junio de 1991 \| Montevideo \| Uruguay \| 2:1 \| Chile \| Amistoso \| \| \| 14 \| 30 de junio de 1991 \| Santiago \| Chile \| 3:1 \| Ecuador \| Amistoso \| \| \| 15 \| 6 de julio de 1991 \| Santiago \| Chile \| 2:0 \| Venezuela \| Copa América 1991 \| \| \| 16 \| 8 de julio de 1991 \| Concepción \| Chile \| 4:2 \| Perú \| Copa América 1991 \| \| \| 17 \| 10 de julio de 1991 \| Santiago \| Argentina \| 1:0 \| Chile \| Copa América 1991 \| \| \| 18 \| 14 de julio de 1991 \| Santiago \| Chile \| 4:0 \| Paraguay \| Copa América 1991 \| \| \| 19 \| 17 de julio de 1991 \| Santiago \| Chile \| 1:1 \| Colombia \| Copa América 1991 \| \| \| 20 \| 19 de julio de 1991 \| Santiago \| Chile \| 0:0 \| Argentina \| Copa América 1991 \| \| \| 21 \| 21 de julio de 1991 \| Santiago \| Brasil \| 2:0 \| Chile \| Copa América 1991 \| \| \| 22 \| 24 de junio de 1993 \| Cuenca \| Perú \| 1:0 \| Chile \| Copa América 1993 \| \| \| 23 \| 22 de marzo de 1994 \| Lyon \| Francia \| 3:1 \| Chile \| Amistoso \| \| \| 24 \| 25 de mayo de 1994 \| Santiago \| Chile \| 2:1 \| Perú \| Amistoso \| \| \| 25 \| 29 de marzo de 1995 \| Los Ángeles \| México \| 1:2 \| Chile \| Amistoso \| \| \| 26 \| 23 de abril de 1996 \| Antofagasta \| Chile \| 3:0 \| Australia \| Amistoso \| \| \| 27 \| 26 de mayo de 1996 \| Santiago \| Chile \| 2:0 \| Bolivia \| Amistoso \| \| \| 28 \| 2 de junio de 1996 \| Barinas \| Venezuela \| 1:1 \| Chile \| Clasificatorias a Francia 1998 \| \| \| 29 \| 6 de julio de 1996 \| Santiago \| Chile \| 4:1 \| Ecuador \| Clasificatorias a Francia 1998 \| \| \| 30 \| 25 de agosto de 1996 \| Liberia \| Costa Rica \| 1:1 \| Chile \| Amistoso \| \| \| 31 \| 1 de septiembre de 1996 \| Barranquilla \| Colombia \| 4:1 \| Chile \| Clasificatorias a Francia 1998 \| \| \| 32 \| 9 de octubre de 1996 \| Asunción \| Paraguay \| 2:1 \| Chile \| Clasificatorias a Francia 1998 \| \| \| 33 \| 15 de diciembre de 1996 \| Buenos Aires \| Argentina \| 1:1 \| Chile \| Clasificatorias a Francia 1998 \| \| \| 34 \| 12 de enero de 1997 \| Lima \| Perú \| 2:1 \| Chile \| Clasificatorias a Francia 1998 \| \| \| 35 \| 12 de febrero de 1997 \| La Paz \| Bolivia \| 1:1 \| Chile \| Clasificatorias a Francia 1998 \| \| \| 36 \| 29 de abril de 1997 \| Santiago \| Chile \| 6:0 \| Venezuela \| Clasificatorias a Francia 1998 \| \| \| 37 \| 5 de julio de 1997 \| Santiago \| Chile \| 4:1 \| Colombia \| Clasificatorias a Francia 1998 \| \| \| 38 \| 20 de julio de 1997 \| Santiago \| Chile \| 2:1 \| Paraguay \| Clasificatorias a Francia 1998 \| \| \| 39 \| 19 de mayo de 1998 \| Mendoza \| Argentina \| 1:0 \| Chile \| Amistoso \| \| \| 40 \| 24 de mayo de 1998 \| Santiago \| Chile \| 2:2 \| Uruguay \| Amistoso \| \| \| 41 \| 30 de mayo de 1998 \| Montelimar \| Chile \| 3:2 \| Túnez \| Amistoso \| \| \| 42 \| 4 de junio de 1998 \| Aviñón \| Marruecos \| 1:1 \| Chile \| Amistoso \| \| \| 43 \| 11 de junio de 1998 \| Burdeos \| Italia \| 2:2 \| Chile \| Copa Mundial de 1998 \| \| \| 44 \| 17 de junio de 1998 \| Saint-Étienne \| Chile \| 1:1 \| Austria \| Copa Mundial de 1998 \| \| \| 45 \| 23 de junio de 1998 \| Nantes \| Chile \| 1:1 \| Camerún \| Copa Mundial de 1998 \| \| \| 46 \| 27 de junio de 1998 \| París \| Brasil \| 4:1 \| Chile \| Copa Mundial de 1998 \| \| \| 47 \| 20 de junio de 1999 \| Santiago \| Chile \| 1:0 \| Bolivia \| Amistoso \| \| \| 48 \| 23 de junio de 1999 \| Santiago \| Chile \| 0:0 \| Ecuador \| Amistoso \| \| \| 49 \| 30 de junio de 1999 \| Ciudad del Este \| Chile \| 0:1 \| México \| Copa América 1999 \| \| \| 50 \| 3 de julio de 1999 \| Ciudad del Este \| Chile \| 3:0 \| Venezuela \| Copa América 1999 \| \| \| 51 \| 6 de julio de 1999 \| Ciudad del Este \| Brasil \| 1:0 \| Chile \| Copa América 1999 \| \| \| 52 \| 11 de julio de 1999 \| Luque \| Colombia \| 2:3 \| Chile \| Copa América 1999 \| \| \| 53 \| 13 de julio de 1999 \| Asunción \| Uruguay \| 1:1 5:3 p \| Chile \| Copa América 1999 \| \| \| 54 \| 17 de julio de 1999 \| Asunción \| Chile \| 1:2 \| México \| Copa América 1999 \| \| \| 55 \| 29 de marzo de 2000 \| Buenos Aires \| Argentina \| 4:1 \| Chile \| Clasificatorias a Corea-Japón 2002 \| \| \| 56 \| 26 de abril de 2000 \| Santiago \| Chile \| 1:1 \| Perú \| Clasificatorias a Corea-Japón 2002 \| \| \| 57 \| 3 de junio de 2000 \| Montevideo \| Uruguay \| 2:1 \| Chile \| Clasificatorias a Corea-Japón 2002 \| \| \| 58 \| 29 de junio de 2000 \| Santiago \| Chile \| 3:1 \| Paraguay \| Clasificatorias a Corea-Japón 2002 \| \| \| 59 \| 19 de julio de 2000 \| La Paz \| Bolivia \| 1:0 \| Chile \| Clasificatorias a Corea-Japón 2002 \| \| \| 60 \| 25 de julio de 2000 \| San Cristóbal \| Venezuela \| 0:2 \| Chile \| Clasificatorias a Corea-Japón 2002 \| \| \| 61 \| 15 de agosto de 2000 \| Santiago \| Chile \| 3:0 \| Brasil \| Clasificatorias a Corea-Japón 2002 \| \| \| 62 \| 2 de septiembre de 2000 \| Santiago \| Chile \| 0:1 \| Colombia \| Clasificatorias a Corea-Japón 2002 \| \| \| 63 \| 8 de octubre de 2000 \| Quito \| Ecuador \| 1:0 \| Chile \| Clasificatorias a Corea-Japón 2002 \| \| \| 64 \| 15 de noviembre de 2000 \| Santiago \| Chile \| 0:2 \| Argentina \| Clasificatorias a Corea-Japón 2002 \| \| \| 65 \| 21 de marzo de 2001 \| San Pedro Sula \| Honduras \| 3:1 \| Chile \| Amistoso \| \| \| 66 \| 27 de marzo de 2001 \| Lima \| Perú \| 3:1 \| Chile \| Clasificatorias a Corea-Japón 2002 \| \| \| 67 \| 11 de abril de 2001 \| Monterrey \| México \| 1:0 \| Chile \| Amistoso \| \| \| 68 \| 24 de abril de 2001 \| Santiago \| Chile \| 0:1 \| Uruguay \| Clasificatorias a Corea-Japón 2002 \| \| \| 69 \| 1 de septiembre de 2001 \| Santiago \| Chile \| 2:1 \| Francia \| Amistoso \| \| \| Total partidos y goles con la selección absoluta \| Total partidos y goles con la selección absoluta \| Total partidos y goles con la selección absoluta \| Total partidos y goles con la selección absoluta \| Total partidos y goles con la selección absoluta \| Total partidos y goles con la selección absoluta \| 69 \| 34 \| |                                                  |                                                  |                                                  |                                                  |                                                  |                                    |       |
| N.º | Fecha                                            | Ciudad                                           | Local                                            | Resultado                                        | Visitante                                        | Competición                        | Goles |
| 1 | 19 de junio de 1987                              | Lima                                             | Perú                                             | 1:3                                              | Chile                                            | Amistoso                           |       |
| 2 | 21 de junio de 1987                              | Lima                                             | Perú                                             | 2:0                                              | Chile                                            | Amistoso                           |       |
| 3 | 24 de junio de 1987                              | Santiago                                         | Chile                                            | 1:0                                              | Perú                                             | Amistoso                           |       |
| 4 | 3 de julio de 1987                               | Córdoba                                          | Brasil                                           | 0:4                                              | Chile                                            | Copa América 1987                  |       |
| 5 | 9 de diciembre de 1987                           | Uberlandia                                       | Brasil                                           | 2:1                                              | Chile                                            | Amistoso                           |       |
| 6 | 23 de mayo de 1988                               | Toronto                                          | Chile                                            | 1:0                                              | Grecia                                           | Copa Sir Stanley Matthews          |       |
| 7 | 25 de mayo de 1988                               | Toronto                                          | Canadá                                           | 0:1                                              | Chile                                            | Copa Sir Stanley Matthews          |       |
| 8 | 1 de junio de 1988                               | Stockton                                         | Estados Unidos                                   | 1:1                                              | Chile                                            | Amistoso                           |       |
| 9 | 3 de junio de 1988                               | San Diego                                        | Estados Unidos                                   | 1:3                                              | Chile                                            | Amistoso                           |       |
| 10 | 5 de junio de 1988                               | Fresno                                           | Estados Unidos                                   | 0:3                                              | Chile                                            | Amistoso                           |       |
| 11 | 6 de agosto de 1989                              | Caracas                                          | Venezuela                                        | 1:3                                              | Chile                                            | Clasificatorias a Italia 1990      |       |
| 12 | 13 de agosto de 1989                             | Santiago                                         | Chile                                            | 1:1                                              | Brasil                                           | Clasificatorias a Italia 1990      |       |
| 13 | 26 de junio de 1991                              | Montevideo                                       | Uruguay                                          | 2:1                                              | Chile                                            | Amistoso                           |       |
| 14 | 30 de junio de 1991                              | Santiago                                         | Chile                                            | 3:1                                              | Ecuador                                          | Amistoso                           |       |
| 15 | 6 de julio de 1991                               | Santiago                                         | Chile                                            | 2:0                                              | Venezuela                                        | Copa América 1991                  |       |
| 16 | 8 de julio de 1991                               | Concepción                                       | Chile                                            | 4:2                                              | Perú                                             | Copa América 1991                  |       |
| 17 | 10 de julio de 1991                              | Santiago                                         | Argentina                                        | 1:0                                              | Chile                                            | Copa América 1991                  |       |
| 18 | 14 de julio de 1991                              | Santiago                                         | Chile                                            | 4:0                                              | Paraguay                                         | Copa América 1991                  |       |
| 19 | 17 de julio de 1991                              | Santiago                                         | Chile                                            | 1:1                                              | Colombia                                         | Copa América 1991                  |       |
| 20 | 19 de julio de 1991                              | Santiago                                         | Chile                                            | 0:0                                              | Argentina                                        | Copa América 1991                  |       |
| 21 | 21 de julio de 1991                              | Santiago                                         | Brasil                                           | 2:0                                              | Chile                                            | Copa América 1991                  |       |
| 22 | 24 de junio de 1993                              | Cuenca                                           | Perú                                             | 1:0                                              | Chile                                            | Copa América 1993                  |       |
| 23 | 22 de marzo de 1994                              | Lyon                                             | Francia                                          | 3:1                                              | Chile                                            | Amistoso                           |       |
| 24 | 25 de mayo de 1994                               | Santiago                                         | Chile                                            | 2:1                                              | Perú                                             | Amistoso                           |       |
| 25 | 29 de marzo de 1995                              | Los Ángeles                                      | México                                           | 1:2                                              | Chile                                            | Amistoso                           |       |
| 26 | 23 de abril de 1996                              | Antofagasta                                      | Chile                                            | 3:0                                              | Australia                                        | Amistoso                           |       |
| 27 | 26 de mayo de 1996                               | Santiago                                         | Chile                                            | 2:0                                              | Bolivia                                          | Amistoso                           |       |
| 28 | 2 de junio de 1996                               | Barinas                                          | Venezuela                                        | 1:1                                              | Chile                                            | Clasificatorias a Francia 1998     |       |
| 29 | 6 de julio de 1996                               | Santiago                                         | Chile                                            | 4:1                                              | Ecuador                                          | Clasificatorias a Francia 1998     |       |
| 30 | 25 de agosto de 1996                             | Liberia                                          | Costa Rica                                       | 1:1                                              | Chile                                            | Amistoso                           |       |
| 31 | 1 de septiembre de 1996                          | Barranquilla                                     | Colombia                                         | 4:1                                              | Chile                                            | Clasificatorias a Francia 1998     |       |
| 32 | 9 de octubre de 1996                             | Asunción                                         | Paraguay                                         | 2:1                                              | Chile                                            | Clasificatorias a Francia 1998     |       |
| 33 | 15 de diciembre de 1996                          | Buenos Aires                                     | Argentina                                        | 1:1                                              | Chile                                            | Clasificatorias a Francia 1998     |       |
| 34 | 12 de enero de 1997                              | Lima                                             | Perú                                             | 2:1                                              | Chile                                            | Clasificatorias a Francia 1998     |       |
| 35 | 12 de febrero de 1997                            | La Paz                                           | Bolivia                                          | 1:1                                              | Chile                                            | Clasificatorias a Francia 1998     |       |
| 36 | 29 de abril de 1997                              | Santiago                                         | Chile                                            | 6:0                                              | Venezuela                                        | Clasificatorias a Francia 1998     |       |
| 37 | 5 de julio de 1997                               | Santiago                                         | Chile                                            | 4:1                                              | Colombia                                         | Clasificatorias a Francia 1998     |       |
| 38 | 20 de julio de 1997                              | Santiago                                         | Chile                                            | 2:1                                              | Paraguay                                         | Clasificatorias a Francia 1998     |       |
| 39 | 19 de mayo de 1998                               | Mendoza                                          | Argentina                                        | 1:0                                              | Chile                                            | Amistoso                           |       |
| 40 | 24 de mayo de 1998                               | Santiago                                         | Chile                                            | 2:2                                              | Uruguay                                          | Amistoso                           |       |
| 41 | 30 de mayo de 1998                               | Montelimar                                       | Chile                                            | 3:2                                              | Túnez                                            | Amistoso                           |       |
| 42 | 4 de junio de 1998                               | Aviñón                                           | Marruecos                                        | 1:1                                              | Chile                                            | Amistoso                           |       |
| 43 | 11 de junio de 1998                              | Burdeos                                          | Italia                                           | 2:2                                              | Chile                                            | Copa Mundial de 1998               |       |
| 44 | 17 de junio de 1998                              | Saint-Étienne                                    | Chile                                            | 1:1                                              | Austria                                          | Copa Mundial de 1998               |       |
| 45 | 23 de junio de 1998                              | Nantes                                           | Chile                                            | 1:1                                              | Camerún                                          | Copa Mundial de 1998               |       |
| 46 | 27 de junio de 1998                              | París                                            | Brasil                                           | 4:1                                              | Chile                                            | Copa Mundial de 1998               |       |
| 47 | 20 de junio de 1999                              | Santiago                                         | Chile                                            | 1:0                                              | Bolivia                                          | Amistoso                           |       |
| 48 | 23 de junio de 1999                              | Santiago                                         | Chile                                            | 0:0                                              | Ecuador                                          | Amistoso                           |       |
| 49 | 30 de junio de 1999                              | Ciudad del Este                                  | Chile                                            | 0:1                                              | México                                           | Copa América 1999                  |       |
| 50 | 3 de julio de 1999                               | Ciudad del Este                                  | Chile                                            | 3:0                                              | Venezuela                                        | Copa América 1999                  |       |
| 51 | 6 de julio de 1999                               | Ciudad del Este                                  | Brasil                                           | 1:0                                              | Chile                                            | Copa América 1999                  |       |
| 52 | 11 de julio de 1999                              | Luque                                            | Colombia                                         | 2:3                                              | Chile                                            | Copa América 1999                  |       |
| 53 | 13 de julio de 1999                              | Asunción                                         | Uruguay                                          | 1:1 5:3 p                                        | Chile                                            | Copa América 1999                  |       |
| 54 | 17 de julio de 1999                              | Asunción                                         | Chile                                            | 1:2                                              | México                                           | Copa América 1999                  |       |
| 55 | 29 de marzo de 2000                              | Buenos Aires                                     | Argentina                                        | 4:1                                              | Chile                                            | Clasificatorias a Corea-Japón 2002 |       |
| 56 | 26 de abril de 2000                              | Santiago                                         | Chile                                            | 1:1                                              | Perú                                             | Clasificatorias a Corea-Japón 2002 |       |
| 57 | 3 de junio de 2000                               | Montevideo                                       | Uruguay                                          | 2:1                                              | Chile                                            | Clasificatorias a Corea-Japón 2002 |       |
| 58 | 29 de junio de 2000                              | Santiago                                         | Chile                                            | 3:1                                              | Paraguay                                         | Clasificatorias a Corea-Japón 2002 |       |
| 59 | 19 de julio de 2000                              | La Paz                                           | Bolivia                                          | 1:0                                              | Chile                                            | Clasificatorias a Corea-Japón 2002 |       |
| 60 | 25 de julio de 2000                              | San Cristóbal                                    | Venezuela                                        | 0:2                                              | Chile                                            | Clasificatorias a Corea-Japón 2002 |       |
| 61 | 15 de agosto de 2000                             | Santiago                                         | Chile                                            | 3:0                                              | Brasil                                           | Clasificatorias a Corea-Japón 2002 |       |
| 62 | 2 de septiembre de 2000                          | Santiago                                         | Chile                                            | 0:1                                              | Colombia                                         | Clasificatorias a Corea-Japón 2002 |       |
| 63 | 8 de octubre de 2000                             | Quito                                            | Ecuador                                          | 1:0                                              | Chile                                            | Clasificatorias a Corea-Japón 2002 |       |
| 64 | 15 de noviembre de 2000                          | Santiago                                         | Chile                                            | 0:2                                              | Argentina                                        | Clasificatorias a Corea-Japón 2002 |       |
| 65 | 21 de marzo de 2001                              | San Pedro Sula                                   | Honduras                                         | 3:1                                              | Chile                                            | Amistoso                           |       |
| 66 | 27 de marzo de 2001                              | Lima                                             | Perú                                             | 3:1                                              | Chile                                            | Clasificatorias a Corea-Japón 2002 |       |
| 67 | 11 de abril de 2001                              | Monterrey                                        | México                                           | 1:0                                              | Chile                                            | Amistoso                           |       |
| 68 | 24 de abril de 2001                              | Santiago                                         | Chile                                            | 0:1                                              | Uruguay                                          | Clasificatorias a Corea-Japón 2002 |       |
| 69 | 1 de septiembre de 2001                          | Santiago                                         | Chile                                            | 2:1                                              | Francia                                          | Amistoso                           |       |
| Total partidos y goles con la selección absoluta | Total partidos y goles con la selección absoluta | Total partidos y goles con la selección absoluta | Total partidos y goles con la selección absoluta | Total partidos y goles con la selección absoluta | Total partidos y goles con la selección absoluta | 69                                 | 34    |

| \| N.º \| Fecha \| Ciudad \| Local \| Resultado \| Visitante \| Competición \| Goles \| \| ------------------------------------------------ \| ------------------------------------------------ \| ------------------------------------------------ \| ------------------------------------------------ \| ------------------------------------------------ \| ------------------------------------------------ \| ---------------- \| ----- \| \| 1 \| 14 de septiembre de 2000 \| Melbourne \| Marruecos \| 1:4 \| Chile \| JJOO Sídney 2000 \| \| \| 2 \| 17 de septiembre de 2000 \| Melbourne \| España \| 1:3 \| Chile \| JJOO Sídney 2000 \| \| \| 3 \| 23 de septiembre de 2000 \| Melbourne \| Chile \| 4:1 \| Nigeria \| JJOO Sídney 2000 \| \| \| 4 \| 26 de septiembre de 2000 \| Melbourne \| Chile \| 1:2 \| Camerún \| JJOO Sídney 2000 \| \| \| 5 \| 29 de septiembre de 2000 \| Sídney \| Chile \| 2:0 \| Estados Unidos \| JJOO Sídney 2000 \| \| \| Total partidos y goles con la selección olímpica \| Total partidos y goles con la selección olímpica \| Total partidos y goles con la selección olímpica \| Total partidos y goles con la selección olímpica \| Total partidos y goles con la selección olímpica \| Total partidos y goles con la selección olímpica \| 5 \| 6 \| |                                                  |                                                  |                                                  |                                                  |                                                  |                  |       |
| N.º | Fecha                                            | Ciudad                                           | Local                                            | Resultado                                        | Visitante                                        | Competición      | Goles |
| 1 | 14 de septiembre de 2000                         | Melbourne                                        | Marruecos                                        | 1:4                                              | Chile                                            | JJOO Sídney 2000 |       |
| 2 | 17 de septiembre de 2000                         | Melbourne                                        | España                                           | 1:3                                              | Chile                                            | JJOO Sídney 2000 |       |
| 3 | 23 de septiembre de 2000                         | Melbourne                                        | Chile                                            | 4:1                                              | Nigeria                                          | JJOO Sídney 2000 |       |
| 4 | 26 de septiembre de 2000                         | Melbourne                                        | Chile                                            | 1:2                                              | Camerún                                          | JJOO Sídney 2000 |       |
| 5 | 29 de septiembre de 2000                         | Sídney                                           | Chile                                            | 2:0                                              | Estados Unidos                                   | JJOO Sídney 2000 |       |
| Total partidos y goles con la selección olímpica | Total partidos y goles con la selección olímpica | Total partidos y goles con la selección olímpica | Total partidos y goles con la selección olímpica | Total partidos y goles con la selección olímpica | Total partidos y goles con la selección olímpica | 5                | 6     |

#### Participaciones en fases finales
| Competición           | Sede                | Resultado           | Partidos | Goles |
| --------------------- | ------------------- | ------------------- | -------- | ----- |
| Copa América 1987     | Argentina           | Subcampeón          | 1        | 0     |
| Copa América 1991     | Chile               | Tercer lugar        | 8        | 5     |
| Copa América 1993     | Ecuador             | Fase de grupos      | 1        | 0     |
| Copa del Mundo 1998   | Francia             | Octavos de final    | 4        | 0     |
| Copa América 1999     | Paraguay            | Cuarto lugar        | 6        | 3     |
| Juegos Olímpicos 2000 | Australia           | Bronce              | 5        | 6     |
| Total de su carrera   | Total de su carrera | Total de su carrera | 25       | 14    |

#### Procesos clasificatorios
| Eliminatorias       | País                | Resultado           | Posición            | PJ | Goles |
| ------------------- | ------------------- | ------------------- | ------------------- | -- | ----- |
| Eliminatorias 1990  | Italia              | Descalificado       | 2.º de grupo        | 1  | 1     |
| Eliminatorias 1998  | Francia             | Clasificado         | 4.º                 | 10 | 12    |
| Eliminatorias 2002  | Corea y Japón       | Eliminado           | 10.º                | 12 | 4     |
| Total de su carrera | Total de su carrera | Total de su carrera | Total de su carrera | 23 | 17    |

### Resumen estadístico
| Competición           | Partidos | Goles | Promedio | Asistencias | Promedio | Goles y asistencias | Promedio |
| --------------------- | -------- | ----- | -------- | ----------- | -------- | ------------------- | -------- |
| Primera División      | 459      | 208   | 0,45     | 72          | 0,16     | 280                 | 0,61     |
| Segunda División      | 29       | 27    | 0,93     | 6           | 0,21     | 33                  | 1,14     |
| Copas nacionales      | 83       | 55    | 0,66     | 15          | 0,28     | 70                  | 0,84     |
| Copas internacionales | 60       | 21    | 0,35     | 6           | 0,10     | 27                  | 0,45     |
| Selección adulta      | 70       | 34    | 0,49     | 8           | 0,11     | 42                  | 0,60     |
| Selección olímpica    | 5        | 6     | 1,20     | 3           | 0,60     | 9                   | 1,80     |
| Total                 | 706      | 351   | 0,50     | 110         | 0,16     | 461                 | 0,65     |

### Tripletes
| 1  | 17 de mayo de 1987       | El Cobre, El Salvador               | Cobresal - Everton                  |  | 4 - 1 | Copa LAN Chile 1987                |
| 2  | 20 de abril de 1988      | El Cobre, El Salvador               | Cobresal - Deportes Antofagasta     |  | 5 - 1 | Copa DIGEDER 1988                  |
| 3  | 6 de agosto de 1988      | Espenmoos, San Galo                 | FC St. Gallen - FC Lugano           |  | 4 - 1 | Nationalliga A 1988-89             |
| 4  | 9 de septiembre de 1989  | Maladière, Neuchâtel                | Neuchâtel Xamax FC - FC St. Gallen  |  | 3 - 4 | Nationalliga A 1988-89             |
| 5  | 30 de septiembre de 1989 | Espenmoos, San Galo                 | FC St. Gallen - BSC Young Boys      |  | 5 - 1 | Nationalliga A 1988-89             |
| 6  | 23 de mayo de 1993       | Santiago Bernabéu, Madrid           | Real Madrid CF - Sevilla FC         |  | 5 - 0 | Primera División de España 1992-93 |
| 7  | 7 de enero de 1995       | Santiago Bernabéu, Madrid           | Real Madrid CF - FC Barcelona       |  | 5 - 0 | Primera División de España 1994-95 |
| 8  | 29 de abril de 1997      | Monumental, Macul                   | Chile - Venezuela                   |  | 6 - 0 | Clasificatorias Sudamericanas 1998 |
| 9  | 10 de enero de 1999      | Giuseppe Meazza, Milán              | Inter de Milán - Venezia FC         |  | 6 - 2 | Serie A 1998-99                    |
| 10 | 14 de septiembre de 2000 | Melbourne Cricket Ground, Melbourne | Chile Olímpico - Marruecos Olímpico |  | 4 - 1 | Juegos Olímpicos 2000              |
| 11 | 14 de enero de 2001      | Azteca, Ciudad de México            | América - Santos Laguna             |  | 5 - 1 | Verano 2001                        |
| 12 | 22 de noviembre de 2001  | Azteca, Ciudad de México            | América - Trujillanos FC            |  | 7 - 1 | Copa Pre Libertadores 2002         |

## Palmarés

### Campeonatos nacionales
| Título              | Club              | País   | Año  |
| ------------------- | ----------------- | ------ | ---- |
| Copa Chile          | Cobresal          | Chile  | 1987 |
| Copa del Rey        | Real Madrid C. F. | España | 1993 |
| Supercopa de España | Real Madrid C. F. | España | 1993 |
| Campeonato de Liga  | Real Madrid C. F. | España | 1995 |
| Primera División    | Club América      | México | 2002 |

### Campeonatos internacionales
| Título              | Equipo               | Sede         | Año  |
| ------------------- | -------------------- | ------------ | ---- |
| Copa Iberoamericana | Real Madrid C. F.    | Buenos Aires | 1994 |
| Copa de la UEFA     | F. C. Internazionale | París        | 1998 |
| Juegos Olímpicos    | Selección Chilena    | Sídney       | 2000 |
| Copa de Gigantes    | Club América         | Los Ángeles  | 2001 |

### Distinciones individuales
| Distinción | Año  |
| --- | ---- |
| Máximo goleador de la Segunda División chilena (27 goles) | 1986 |
| Premio al Máximo Goleador de la Copa Chile (13 Goles) | 1987 |
| Máximo Goleador del Club de Deportes Cobresal temporada 86-87                                                                                                | 1987 |
| Máximo Goleador del F.C. ST. Gallen Temporada 89-90 | 1990 |
| Premio al Máximo Goleador de la Superliga Suiza (23 goles)                                                                                                   | 1990 |
| Premio al Mejor jugador extranjero de la Superliga Suiza | 1990 |
| Máximo Goleador del Sevilla Fútbol Club Temporada 91-92 (12 goles)                                                                                           | 1992 |
| Mejor Deportista del Fútbol Profesional (Chile). | 1992 |
| Cóndor de Oro al Mejor Deportista de Chile | 1992 |
| Máximo goleador de la Supercopa de España 1993 (2 goles) | 1993 |
| Máximo goleador del Real Madrid C. F. temporada 92-93 | 1993 |
| Mejor Debut Goleador del Real Madrid C. F. en 40 años con 26 goles en 34 partidos temporada 92-93                                                            | 1993 |
| Trofeo EFE al Mejor Jugador Iberoamericano de la Liga Española                                                                                               | 1993 |
| Incluido en el once ideal de la Primera División Española de fútbol de los premios Don Balón                                                                 | 1993 |
| Autor del gol N.º 4000 del Real Madrid C. F. en el Campeonato Nacional de Liga.                                                                              | 1994 |
| Máximo goleador del Real Madrid C. F. temporada 93-94 | 1994 |
| Elegido Mejor Jugador del Partido por el diario Marca en el clásico del 5-0 contra el Barcelona F. C., anotando un triplete y dando dos asistencias de gol   | 1995 |
| Elegido Figura Estelar del Equipo por el Diario AS de España en el clásico del 5-0 contra el Barcelona F. C.                                                 | 1995 |
| Elegido el Mejor del Partido por la Revista Real Madrid en el clásico contra el Barcelona F. C. anotando tres goles y dos asistencias de gol                 | 1995 |
| Máximo goleador del Real Madrid C. F. temporada 94-95 | 1995 |
| Máximo Goleador de la Liga Española de Fútbol temporada 94-95                                                                                                | 1995 |
| Trofeo Pichichi al Máximo Goleador de la Liga Española con 28 goles                                                                                          | 1995 |
| Trofeo EFE al Mejor Jugador Iberoamericano de la Liga Española                                                                                               | 1995 |
| Premio Don Balón: Mejor Jugador Extranjero de la Liga Española                                                                                               | 1995 |
| Premio Once Fantástico Diario Marca al mejor delantero de la Primera División Española de fútbol                                                             | 1995 |
| Premio al Máximo Goleador del año otorgado por la Liga Nacional de Fútbol Profesional de España                                                              | 1995 |
| Premio al Mejor Jugador Extranjero del año otorgado por el diario El País de España                                                                          | 1995 |
| Elegido uno de los tres mejores delanteros de Europa por la Asociación European Sports Magazines                                                             | 1995 |
| Incluido en el equipo ideal del año en Europa temporada 94-95 de la Asociación European Sports Magazines                                                     | 1995 |
| Incluido en el once ideal de la Primera División Española de fútbol de los premios Don Balón                                                                 | 1995 |
| Máximo goleador de las Eliminatorias Sudamericanas para la Copa Mundial de Fútbol 1998 (12 goles)                                                            | 1997 |
| Máximo Goleador en un partido en toda la historia de Eliminatorias Sudamericanas para la Copa Mundial de Fútbol (5 goles)                                    | 1997 |
| Máximo Goleador de Todas las Ediciones hasta la actualidad de las Eliminatorias Sudamericanas para la Copa Mundial de Fútbol (12 goles)                      | 1997 |
| Nombrado Embajador de UNICEF | 1998 |
| Mejor jugador sudamericano del siglo XX por la IFFHS Posición 40°                                                                                            | 1999 |
| Medalla de Bronce Juegos Olímpicos de Sídney | 2000 |
| Máximo Goleador de la Selección Chilena en los Juegos Olímpicos de Sídney                                                                                    | 2000 |
| Bota de Oro Adidas al Máximo Goleador de los Juegos Olímpicos de Sídney                                                                                      | 2000 |
| Elegido el mejor jugador de la Selección Chilena en los Juegos Olímpicos de Sídney                                                                           | 2000 |
| Premio San Siro Gentleman al mejor jugador Fair Play del Inter de Milán F.C.                                                                                 | 2000 |
| Medalla de Oro Conmemorativa y Camiseta N.º 9 en su despedida de la Selección Chilena tras el partido Chile vs Francia en el Estadio Nacional                | 2001 |
| Elegido por el Diario Milenio "el mejor debut de los grandes fichajes extranjeros del Fútbol Mexicano" anotando 3 goles en el 5-0 jugando por el América     | 2001 |
| Elegido Mejor Jugador del Partido por el Periódico Reforma de México anotando tres goles al Santos Laguna F.C. en su debut jugando por el Club América       | 2001 |
| Máximo Goleador del Club América de México jugando el Campeonato de Liga del Fútbol Mexicano Torneo de Verano 2001                                           | 2001 |
| Segundo Máximo Goleador del Campeonato de Liga del Fútbol Mexicano Torneo de Verano 2001 jugando por Club América de México                                  | 2001 |
| Máximo Goleador del Club América de México jugando el Campeonato de Liga del Fútbol Mexicano Torneo de Invierno 2001                                         | 2001 |
| Máximo Goleador del Club América de México jugando el Campeonato de Liga del Fútbol Mexicano Torneo de Verano 2002                                           | 2002 |
| Máximo Goleador de la Copa Pre Libertadores jugando por el Club América de México temporada 2002                                                             | 2002 |
| Segundo Máximo Goleador Histórico de la Copa Pre Libertadores jugando por el Club América de México desde su creación el año 1998 a 2003                     | 2002 |
| Segundo Máximo Goleador del Club Deportivo Colo-Colo Torneo de Apertura de Chile año 2003                                                                    | 2003 |
| Bandeja de Plata Conmemorativa y Camiseta N.º 1+8 en homenaje del Inter de Milán por su despedida del fútbol en el estadio Giuseppe Meazza                   | 2003 |
| Bandeja de Plata Conmemorativa y camiseta N.º 9 en homenaje del Real Madrid C. F. por su despedida del fútbol en el estadio Santiago Bernabéu                | 2003 |
| Premio Nacional de Deportes por obtener Medalla de Bronce Juegos Olímpicos de Sídney 2000                                                                    | 2003 |
| Bandera Nacional de Chile y Camiseta Conmemorativa N.º 9 en partido homenaje por su despedida del fútbol profesional en el Estadio Nacional de Chile         | 2003 |
| Máximo goleador Chileno de Fútbol en Europa | 2003 |
| Segundo Máximo goleador de Fútbol Chileno de la historia | 2003 |
| Entre los 50 máximos goleadores históricos del Real Madrid C. F. (19.º lugar)                                                                                | 2003 |
| Único jugador del Real Madrid C. F. en ganar dos veces el trofeo EFE al mejor Jugador Iberoamericano de Fútbol                                               | 2003 |
| Considerado dentro de los Jugadores Leyenda del Real Madrid C. F.                                                                                            | 2003 |
| Considerado dentro de los Jugadores Leyenda Nerazzurri del Inter de Milán F.C.                                                                               | 2003 |
| Jugador Chileno con más nominaciones al Premio FIFA World Player al mejor jugador del mundo en cuatro ocasiones                                              | 2003 |
| Galardonado como miembro de la selecta Lista FIFA 100 de los mejores futbolistas vivos del siglo XX en la historia del fútbol                                | 2004 |
| Nombrado Embajador del año Fundación Hans Christian Andersen                                                                                                 | 2004 |
| Considerado uno de los 100 mejores jugadores del Sevilla F. C. en el primer centenario del club                                                              | 2006 |
| Considerado una de las Glorias Blancas en la historia del Real Madrid F.C. en una serie de películas presentada por el diario Marca                          | 2007 |
| Elegido el tercer mejor cabeceador del mundo en una encuesta por internet entre aficionados organizada por la FIFA                                           | 2008 |
| Premio Fox Sport Fundación Iván Zamorano | 2008 |
| Considerado en el puesto N.º 24 entre los 100 mejores jugadores merengues de la historia, en la encuesta Mitos y Leyendas del Real Madrid C. F.              | 2008 |
| Considerado uno de los 50 mejores jugadores de todos los tiempos del Inter de Milán en la historia del club                                                  | 2008 |
| Incluido en la Lista de los 35 mejores cabeceadores en la Historia del Fútbol escrita por la FIFA                                                            | 2009 |
| Incluido en el Inter de Milán F.C. Hall of Fame a los campeones de su historia en una serie de películas presentada por el periódico La Gazzetta dello Sport | 2012 |
| Premio CILSA compromiso social internacional Fundación Iván Zamorano                                                                                         | 2012 |
| Premio Benjamín Vicuña Mackenna Fundación Iván Zamorano | 2013 |
| Premio Anillos Olímpicos de Oro por ser uno de los 29 Históricos Medallistas Olímpicos Chilenos en los 80 años del Comité Olímpico de Chile                  | 2014 |
| Incluido en el equipo de jugadores veteranos del Real Madrid F.C. "Real Madrid Leyendas" de antiguas glorias del club                                        | 2014 |
| Incluido en el equipo de jugadores veteranos del Inter de Milán F.C. "Inter Forever" de antiguas glorias del club nerazzurro                                 | 2014 |
| Entrega de Camiseta Conmemorativa enmarcada N.º 1+8 en homenaje del Inter de Milán F.C. en el Estadio Giuseppe Meazza                                        | 2015 |
| Incluido en el Once Ideal de todos los tiempos de la Selección Chilena de Fútbol                                                                             | 2015 |
| Elegido uno de los tres mejores futbolistas Chilenos de la historia en un estudio encuesta de la Chilenidad                                                  | 2015 |
| Premio Imagen Chile al deportista que más identifica a los Chilenos                                                                                          | 2015 |
| Miembro del Salón de la Fama del Fútbol Internacional | 2023 |

## Marcas y logros importantes

### Selección Chilena de Fútbol
- Máximo goleador de la Selección Chilena jugando un partido de las Eliminatorias Sudamericanas marcando 5 goles a Venezuela.
- Máximo goleador de la Selección Chilena en todas las ediciones de las Eliminatorias Sudamericanas desde Suiza 1954 a Brasil 2014 marcando 12 goles.
- Máximo goleador de la Selección Chilena en los Juegos Olímpicos de Sídney 2000 con 6 goles.
- Máximo goleador de la Selección Chilena Olímpica en todas las ediciones de los Juegos Olímpicos en que Chile ha participado.
- Incluido en la galería de los 30 máximos goleadores de todos los tiempos del Torneo Olímpico de Fútbol jugando por la selección chilena de Fútbol.
- Uno de los 18 jugadores de la Selección Chilena de Fútbol Masculino que ganaron la Medalla de Bronce en los Juegos Olímpicos de Sídney 2000.
- Uno de los 27 máximos goleadores olímpicos del siglo XX jugando por la selección chilena de Fútbol.
- Máximo goleador de la Selección Chilena en dos ediciones de la Copa América de Fútbol, Chile 91 y Paraguay 99.
- Considerado uno de los mejores debut en la Selección Chilena de Fútbol anotando su primer gol a los cuatro minutos en el triunfo 3-1 frente a la Selección de Perú.

### Real Madrid C. F.
- Autor del gol milenario número 4000 en la historia del Real Madrid C. F. jugando por la Liga de Fútbol Profesional de España.
- Autor del primer gol en la historia del Real Madrid C. F. jugando en la Champions League.
- Autor del gol número 100 en la historia del Real Madrid C. F. jugando en la UEFA Europa League.
- Autor del gol más rápido en la historia del Real Madrid C. F. jugando por la Liga de Fútbol Profesional de España a los 12 segundos.
- Autor del gol decisivo del Real Madrid C. F. frente al Deportivo la Coruña F.C. en el 2 a 1 consiguiendo el equipo su 26.º corona en liga después de cuatro años.
- Primer jugador en la historia del Real Madrid C. F. en ganar el Trofeo EFE al mejor futbolista iberoamericano.
- Primer jugador en la historia del Real Madrid C. F. en anotar en cuatro clásicos consecutivos frente al F. C. Barcelona.
- Único jugador en la historia del Real Madrid C. F. en ganar dos veces el Trofeo EFE al mejor futbolista iberoamericano.
- Único jugador sudamericano del Real Madrid C. F. incluido en el Equipo Ideal del año en Europa por la prestigiosa asociación European Sports Magazines temporada 94-95.
- Único jugador del Real Madrid C. F. junto a Michael Laudrup incluidos en el Equipo Ideal del año en Europa por la prestigiosa asociación European Sports Magazines temporada 94-95.
- Único jugador del Real Madrid C. F. incluido en el top 10 del premio FIFA World Player al mejor jugador de fútbol del mundo el año 1995 ocupando el séptimo lugar.
- Uno de los 100 mejores jugadores en la historia del Real Madrid C. F. de todos los tiempos elegido en los 106 años del Club puesto N.º 24.
- Elegido anotador de uno de los diez mejores goles de todos los tiempos del Real Madrid C. F. frente al Barcelona F. C. en la historia del clásico.
- Uno de los seis máximos anotadores en la historia del Real Madrid C. F. que han marcado tres o más goles en un clásico frente al F. C. Barcelona.
- Uno de los ocho máximos anotadores en la historia del clásico Real Madrid C. F. vs F. C. Barcelona con ocho goles.
- Uno de los 50 máximos goleadores históricos del Real Madrid C. F. puesto N°19 con 101 goles.
- Uno de los 37 máximos goleadores históricos del Real Madrid C. F. por temporada 92-93/ 93-94 /94-95 con 85 goles en la Liga.
- Uno de los 14 máximos goleadores históricos del Real Madrid C. F. que marcaron en más de dos temporadas consecutivas en la Liga.
- Tercer mejor debutante del Real Madrid C. F. en cuanto a número de goles siendo solo superado por Alfredo Di Stéfano y Cristiano Ronaldo.
- Uno de los 4 jugadores sudamericanos que han ganado el Trofeo Pichichi en la historia del Real Madrid C. F. al máximo goleador de la liga Española.
- Uno de los 13 jugadores que ganaron el Trofeo Pichichi en la historia del Real Madrid C. F. al máximo goleador de la liga Española desde 1933 a 2015.
- Uno de los 20 jugadores en la historia del Real Madrid C. F. que marcaron más de 100 goles en el club.
- Uno de los 10 mejores jugadores sudamericanos en la historia del Real Madrid C. F. puesto N.º 6.
- Uno de los 5 jugadores del Real Madrid C. F. incluidos en el top 50 del Balón de Oro año 1995 ocupando el 27.º lugar.
- Uno de los 42 máximos goleadores históricos del Real Madrid C. F. en el siglo XX puesto N.° 15 con 101 goles.
- Segundo mejor debutante del Real Madrid C. F. en cuanto a número de goles en el siglo XX con 26 anotaciones en 34 partidos solo superado por el mítico Alfredo Di Stéfano.
- Uno de los 3 jugadores sudamericanos que ganaron el Trofeo Pichichi en la historia del Real Madrid C. F. en el siglo XX al máximo goleador de la liga Española.
- Uno de los 3 jugadores iberoamericanos del Real Madrid C. F. que ganaron el trofeo EFE al mejor futbolista iberoamericano en el siglo XX.
- Uno de los 5 jugadores en la historia del Real Madrid C. F. que marcaron goles milenarios en el siglo XX.
- Único jugador del Real Madrid C. F. en ganar dos veces el Trofeo EFE al mejor futbolista iberoamericano en el siglo XX.
- Elegido el mejor jugador chileno de todos los tiempos en la historia de la Liga de Fútbol Profesional de España.

### Inter de Milán F.C.

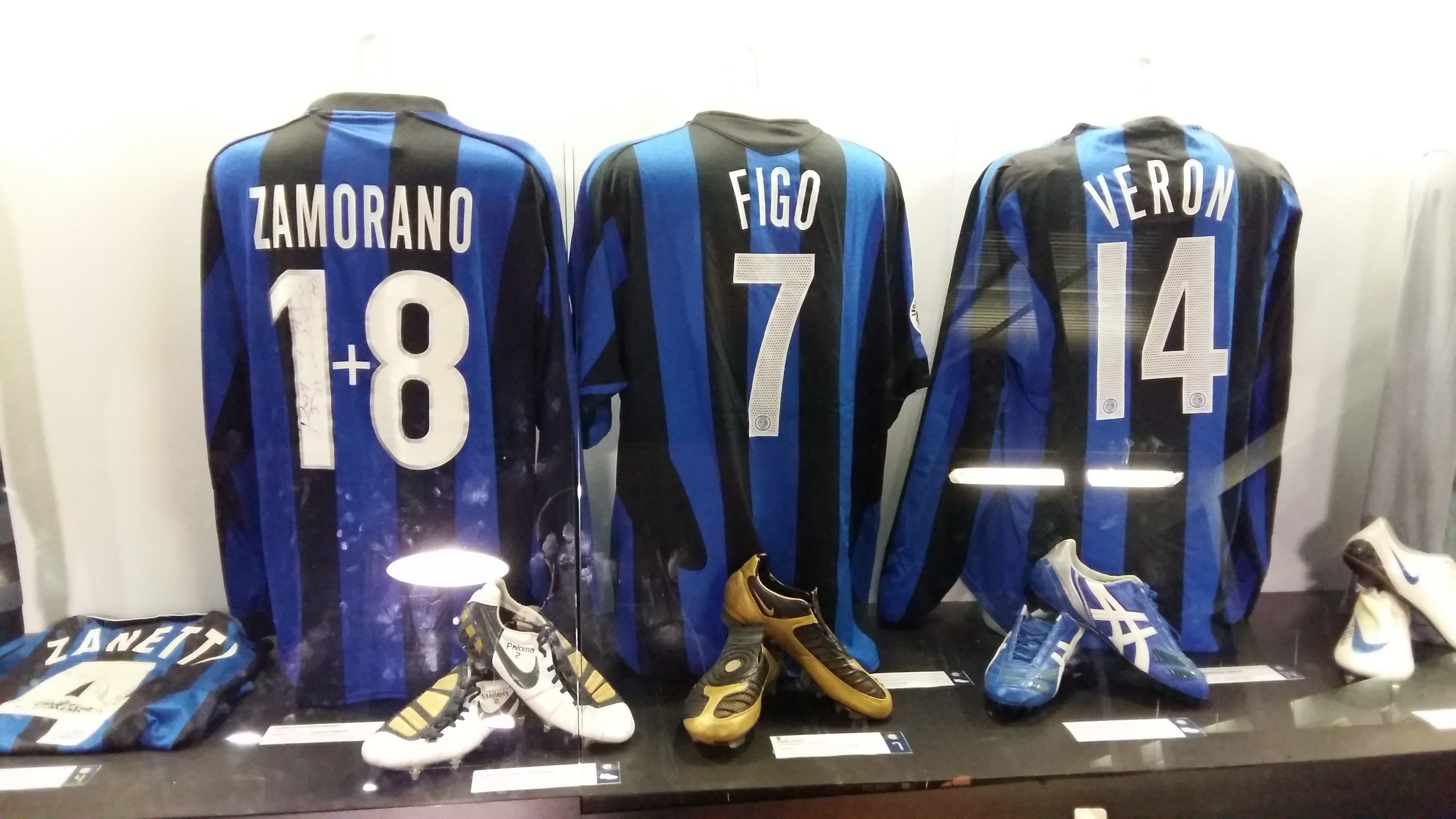
La camiseta de Zamorano (uno más ocho), Figo (siete) y Verón en el Museo del Estadio Giuseppe Meazza.

- Único jugador Chileno en disputar dos finales de la Copa de la UEFA jugando por el Inter de Milán F.C. anotando un gol en cada final.
- Autor del primer gol del Inter de Milán frente al S.S. Lazio en el 3 a 0 en la final de la Copa UEFA consiguiendo el equipo su tercera copa después de cuatro años.
- Único jugador Chileno ganador de la Copa UEFA jugando por el Inter de Milán F.C.
- Máximo goleador del Inter de Milán F.C. jugando la ronda previa de la Champions League año 98-99.
- Segundo máximo goleador del Inter de Milán F.C. jugando el Campeonato Italiano Serie A temporada 98-99.
- Segundo máximo goleador del Inter de Milán F.C. jugando la Copa Italia temporada 98-99.
- Tercer máximo goleador del Inter de Milán F.C. jugando el Campeonato Italiano Serie A temporada 99-00.
- Uno de los cuatro jugadores del Inter de Milán incluidos en el top 30 del premio FIFA World Player al mejor jugador del mundo del año 1996 ocupando el 27.º lugar.
- Uno de los tres jugadores del Inter de Milán incluidos en el top 60 del premio FIFA World Player al mejor jugador del mundo del año 1997 ocupando el 53.er lugar.
- Uno de los cuatro jugadores del Inter de Milán incluidos en el top 50 del Balón de Oro año 1998 ocupando el 50.º lugar.

### América De México F.C.
- Máximo goleador de la Copa Pre Libertadores jugando por el Club América de México temporada 2002.
- Segundo máximo goleador histórico de la Copa Pre Libertadores desde su creación el año 1998 a 2003 jugando por el Club América de México.
- Autor del segundo gol del Club América frente al Necaxa F.C. en el 3 a 0 en la final del Torneo de Verano 2002 consiguiendo el equipo su novena corona en liga después de trece años.
- Incluido en el top 10 de los máximos goleadores del Campeonato de Liga del Fútbol Mexicano Torneo de Invierno 2001 jugando por el Club América de México.
- Incluido en el top 10 de los máximos goleadores del Campeonato de Liga del Fútbol Mexicano Torneo de Verano 2002 jugando por el Club América de México.

- Considerado el mejor debut de los grandes fichajes extranjeros de la Liga Mexicana de Fútbol jugando su primer partido por el Club América anotando 3 goles.
- Uno de los mejores jugadores extranjeros de los torneos cortos de la Liga Mexicana de Fútbol jugando por el Club América 4.º lugar.
- Uno de los 10 delanteros más destacados del Club América en sus 98 años de historia 4.º lugar.

### C.S.D. Colo-Colo
- Segundo máximo goleador del Club Deportivo Colo-Colo en el Torneo de Apertura de Chile año 2003.
- Incluido en el top 15 de los máximos goleadores del Torneo de Apertura de Chile año 2003 jugando por el Club Deportivo Colo-Colo.

### Sevilla F. C.
- Máximo goleador del Sevilla F. C. temporada 91-92.
- Segundo máximo goleador del Sevilla F. C. temporada 90-91.
- Único jugador del Sevilla F. C. incluido en el top 10 del premio FIFA World Player al mejor jugador de fútbol del mundo el año 1991 ocupando el séptimo lugar.
- Único jugador del Sevilla F. C. junto a Davor Šuker incluidos en la historia del premio FIFA World Player al mejor jugador de fútbol del mundo desde el año 1991 a 2009.
- Elegido Segundo mejor Jugador Iberoamericano de la Liga Española de Fútbol temporada 91-92 con 165 puntos jugando por el Sevilla F. C.
- Jugador del Sevilla F. C. mejor posicionado en el top 10 del premio FIFA World Player (séptimo lugar) al mejor jugador de fútbol del mundo en el siglo XX.

### ST. Gallen F.C.
- Máximo goleador del ST. Gallen F.C. temporada 89-90
- Máximo goleador de la Superliga de Suiza jugando por el ST. Gallen F.C. temporada 89-90.

- Elegido mejor jugador extranjero de la Superliga de Suiza jugando por el ST. Gallen F.C. temporada 89-90.
- Primer jugador en la historia del ST. Gallen F.C. en ser el máximo goleador de la Superliga de Suiza desde 1931 a 1990.
- Primer jugador Sudamericano en la historia en ser goleador de la Superliga de Suiza jugando por el ST. Gallen F.C.
- Único jugador del ST. Gallen F.C. junto a Charles Amoah en ser goleadores del equipo en el siglo XX.

### En el fútbol
- Único jugador sudamericano en la historia en marcar cinco goles en un partido jugando por las Eliminatorias Sudamericanas de Fútbol.
- Máximo goleador de todas las ediciones de las eliminatorias en la historia de la CONMEBOL para la clasificación de la Copa del Mundo.

- Elegido el tercer mejor cabeceador del mundo en una encuesta de la FIFA solo superado por Martín Palermo y Miroslav Klose.
- En la lista de los 35 mejores cabeceadores en la historia del fútbol escrita por la FIFA.
- En la lista de los 150 máximos goleadores de la historia puesto Nº93 con 342 goles entre 1983 y 2003.
- En la lista de los 300 máximos goleadores en las ligas de fútbol con 205 goles entre 1985 y 2003.
- Primer jugador Chileno incluido en el top 10 del premio FIFA World Player al mejor jugador de fútbol del mundo en la primera entrega de este premio el año 1991.
- Único jugador Sudamericano incluido en el top 10 del premio FIFA World Player al mejor jugador de fútbol del mundo el año 1991 ocupando el séptimo lugar.
- Único jugador de la Liga Española incluido en el top 10 del premio FIFA World Player al mejor jugador de fútbol del mundo del año 1991 ocupando el séptimo lugar.
- Uno de los tres jugadores Sudamericanos incluidos en el top 10 del premio FIFA World Player al mejor jugador de fútbol del mundo el año 1995 ocupando el séptimo lugar.
- Primer jugador Chileno incluido en el Equipo Ideal del año en Europa por la prestigiosa asociación European Sports Magazines temporada 94-95.
- Único jugador Chileno incluido en el Equipo Ideal del año de Europa durante 20 años solo ingresando en este selecto grupo el jugador Arturo Vidal el año 2014.
- Primer y único jugador sudamericano incluido en el Equipo Ideal del año en Europa por la prestigiosa asociación European Sports Magazines temporada 94-95.
- Único jugador sudamericano de la Liga Española incluido en el Equipo Ideal del año en Europa por la prestigiosa asociación European Sports Magazines temporada 94-95.
- Autor de uno de los 10 goles más rápidos en la historia de la Liga de Fútbol Profesional de España jugando por el Real Madrid a los 12 segundos.
- Uno de los 55 jugadores que han ganado el Trofeo Pichichi en la historia de la Liga Española de fútbol desde 1933 a 2015.
- Primer jugador en la historia de la Liga Española de Fútbol en ganar dos veces el Trofeo EFE al mejor futbolista iberoamericano.
- Uno de los 05 máximos goleadores sudamericanos en la historia de la Superliga de Suiza desde 1931 a 2016.
- Uno de los 29 históricos Medallistas Olímpicos Chilenos de todos los tiempos disciplina fútbol desde 1896 a 2012.
- Uno de los 94 máximos goleadores históricos de la Liga Española de Fútbol desde 1928 a 2015.
- Primer jugador Chileno en la historia en ser nominado al Balón de Oro el año 1995.

- Máximo goleador Chileno en la historia del Real Madrid F.C.
- Máximo goleador Chileno en la historia del Inter de Milán F.C.
- Máximo goleador Chileno en la historia del Sevilla F. C.
- Máximo goleador Chileno en la historia del ST. Gallen F.C.
- Máximo goleador Chileno en la historia de la Liga Española de Fútbol.
- Máximo goleador Chileno en la historia de la Superliga de Suiza.
- Máximo goleador Chileno en la historia de la Copa UEFA.
- Máximo goleador Chileno en la historia de todas las competiciones de Clubes de la UEFA con 21 goles.
- Máximo goleador Chileno de fútbol en la historia jugando en Europa.
- Único jugador Chileno en la historia campeón de una competición de Clubes de la UEFA.
- Único jugador Chileno en la historia que logró dos veces superar los 30 goles por temporada jugando en Europa.
- Incluido en la lista de los 100 Mejores Futbolistas escrita por Diego Armando Maradona.
- Uno de los tres delanteros Sudamericanos junto a Ronaldo y Gabriel Batistuta que formaron parte del Equipo Ideal del año en Europa en el siglo XX.
- Uno de los nueve jugadores Sudamericanos que formaron parte del Equipo Ideal del año en Europa en el siglo XX.

## Anécdotas

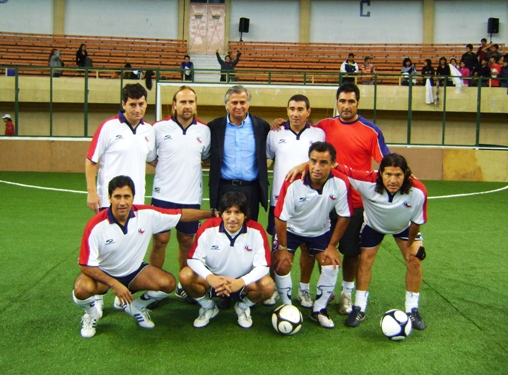
Iván Zamorano y la selección chilena de showbol.